# Гертович, Иосиф Францевич
Ио́сиф Фра́нцевич Герто́вич (12 (24) мая 1887, Вильна, Виленская губерния, Российская империя — 12 декабря 1953, Москва, СССР) — советский контрабасист, заслуженный артист РСФСР (1951).

## Биография
Родился 12 (24) мая 1887 года в г. Вильна Российской империи (ныне Вильнюс, Литва) в семье рабочего. В 1902 году окончил капеллу Виленского кафедрального собора, где обучался игре на скрипке, а затем, после ухода из училища контрабасиста, переведён на его место и стал учиться играть на контрабасе. В 1905—1910 годах — артист оркестра Оперного театра, одновременно преподавал в музыкальном училище Императорского русского музыкального общества в Казани. В 1910—1953 годах (с перерывом) — артист оркестра Большого театра (с 1922 года был концертмейстером группы контрабасов). В 1922—1932 годах первый контрабасист Персимфанса, в 1938—1941 годах концертмейстер группы контрабасов Государственного симфонического оркестра СССР. В 1922—1933, затем в 1938—1940 годах преподавал в Московской консерватории (с 1940 года профессор). Выступал с сольными концертами. Исполнял пьесы, сонаты, вариации на темы Баха и Бетховена, Глюка и Глинки, Рахманинова, Шопена, собственные сочинения (этюды, пьесы, переложения для контрабаса).
Его партнерами по ансамблю были:
- пианисты Александр Гольденвейзер и Константин Игумнов, Эмиль Гилельс, Генрих Нейгауз, Лев Оборин;
- скрипачи Лев Цейтлин и Давид Ойстрах,
- солист Большого театра Иван Петров (Краузе) и Дмитрий Цыганов[1].